# Single Girl
Single Girlis een single van de de Amerikaanse zangeres Sandy Posey uit 1966, afkomstig van haar gelijknamige album uit 1967. Het nummer was geschreven door Martha Sharp en was een internationale hit van eind 1966 tot begin 1967. In Canada, Australië en Nieuw-Zeeland bereikte het de nummer 5-positie in de hitlijsten.
Net als "Born a Woman", dat ook door Martha Sharp werd geschreven, bevatte "Single Girl" enkele gevoelens die ogenschijnlijk sceptisch waren over mannen (bijvoorbeeld: "Ik weet alles over mannen en hun leugens"). Maar waar "Born a Woman" door sommigen werd gezien als feministisch van toon, was "Single Girl" in wezen traditioneler van opzet – een jonge, geïsoleerde vrouw die ervan uitging dat "ooit", ondanks dat ze niemand kende, mensen "nep" waren en de nachten "zo eenzaam" waren, ze een man zou vinden om op te leunen. Zoals een latere commentator het verwoordde, "raakte 'Single Girl'... een gevoelige snaar bij elke 'muurbloem' die een platenspeler bezat".